# 야하롱
야하롱(본명: 이찬주, 2000년 6월 12일 ~ )은 대한민국의 리그 오브 레전드 프로게이머로 아이디는 Yaharong이다. 포지션은 미드라이너이다. 예전에는 Grace라는 아이디를 사용했다. 2024년 5월 30일, 베트남 하노이에서 성관계를 거부하는 여성을 살해했다.

## 선수 생활
2017년 11월 20일, 진에어 그린윙스에 입단하면서 프로 커리어를 시작했다. 2018 스프링부터 팀의 주전 미드라이너로 발탁되었다. 스프링 시즌에는 테디에 이은 팀 내 또다른 에이스라는 평을 받았다. 하지만 서머시즌에는 스프링 시즌에 비해 부침이 있는 모습을 보여주었다.
2019 시즌에는 폼이 무너져 내리며 팀과 함께 강등되었다.
2020시즌을 앞두고 닉네임을 야하롱으로 변경했다. 스프링에서는 좋은 모습을 보여주었지만 팀은 챌린저스 승강전으로 내려갔다. 서머 시즌을 앞두고 팀은 잔류했다. 서머 시즌에는 발전된 모습으로 챌린저스를 폭격하는 모습을 보여주었다. 시즌 종료 이후 챌린저스 올프로 퍼스트 팀에 선정되었다.
2021 시즌을 앞두고 무적 신분이 되었다. 하지만 2021 스프링 2라운드를 앞두고 프레딧 브리온에 영입되었다. 입단 이후 스프링 시즌에는 라바와 주전 경쟁을 하면서 번갈아 출전였다. 하지만 서머 시즌 팀의 주전 미드인 라바가 각성하는 모습을 보여주면서 라바의 서브 선수로 활동하게 되었다. 2021시즌 종료 후 팀에서 퇴단했다.
2022시즌을 앞두고 데토네이션 포커스미에 입단했다. 입단 이후 코로나19 유행으로 인해 팀의 주전 미드라이너로 활동했으며 팀의 스프링 시즌 우승에 기여했다. 이번 우승을 통해서 개인 커리어 첫 우승을 경험했다. LJL 우승팀 자격으로 MSI에 출전하면서 개인 통산 첫 국제대회를 경험했으며 서머 시즌에서도 팀의 우승에 기여했다. LJL 서머 시즌 우승팀 자격으로 2022년 리그 오브 레전드 월드 챔피언십에 참여하게 되었다. 하지만 플레이인 스테이지에서 3승 3패를 기록하고 플인 녹아웃 스테이지에서 LOUD에게 패배하면서 탈락했다.
2022시즌 종료 후 팀에서 퇴단했다.

## 소속팀
| # | 팀명                | 소속 기간               | 소속 리그 | 비고 |
| - | ------------------- | ----------------------- | --------- | ---- |
| 1 | 진에어 그린윙스     | 2017.11.20 ~ 2020.11.17 | LCK CK    |      |
| 2 | 프레딧 브리온       | 2021.02.04 ~ 2021.11.15 | LCK       |      |
| 3 | 데토네이션 포커스미 | 2022.01.18 ~ 2022.11.26 | LJL       |      |

## 수상 내역
- 2016 대통령배 전국 아마추어 e스포츠 대회 우승
- 2016 IeSF 월드 챔피언십 우승
- 리그 오브 레전드 챌린저스 코리아 서머 2020 준우승
- 리그 오브 레전드 챌린저스 코리아 서머 2020 올프로 퍼스트팀